# Berylany
Berylany, nazwa systematyczna: dioksydoberylany(2−), w systemie Stocka: berylany(II) – nieorganiczne związki chemiczne berylu, sole zawierające anion berylanowy BeO2−
2 lub diberylanowy Be
2O2−
3.
Skłonność berylu do tworzenia anionów, tak jak i inne jego właściwości, różnią się od właściwości pozostałych metali 2. grupy, co można wyjaśnić bardzo dużą gęstością ładunku w kationie Be2+
. Znane są przede wszystkim berylany i diberylany metali 1. grupy, a także cięższych metali 2. grupy układu okresowego.

## Właściwości
Berylany tworzą bezbarwne lub białe kryształy, stabilne na powietrzu tylko przy braku wilgoci. W wilgotnym powietrzu lub rozpuszczone w wodzie, berylany hydrolizują, tworząc wodorotlenek berylu i odpowiednią zasadę, np. :
Na
2BeO
2 + 2 H
2O → Be(OH)
2 + 2 NaOH
Na
2Be
2O
3 + 3 H
2O → 2 Be(OH)
2 + 2 NaOH
Roztwarzanie berylanów w roztworach zasad prowadzi do otrzymania bardziej trwałych form kompleksowych – hydroksoberylanów:
Na
2BeO
2 + 2 H
2O → Na
2[Be(OH)
4]
Na
2Be
2O
3 + 3 H
2O + 2 NaOH → 2 Na
2[Be(OH)
4]
Przy niewielkim stężeniu roztworu zasady może tworzyć się także forma anionu kompleksowego o wzorze sumarycznym [BeO(OH)
2]2−
.
Berylany reagują zarówno z mocnymi, jak i słabymi kwasami, tworząc odpowiednie sole berylu lub wodorotlenek:
Na
2BeO
2 + 4 HCl → BeCl
2 + 2 NaCl + 2 H
2O
Na
2BeO
2 + H
2S → Be(OH)
2 + Na
2S
Podobna reakcja zachodzi w wilgotnym powietrzu w obecności dwutlenku węgla lub siarki, tlenków azotu i innych lotnych tlenków kwasowych:
Na
2BeO
2 + CO
2 + H
2O → Be(OH)
2 + Na
2CO
3
Na
2BeO
2 + SO
2 + H
2O → Be(OH)
2 + Na
2SO
3
Na
2BeO
2 + 2 NO
2 + H
2O → Be(OH)
2 + NaNO
3 + NaNO
2

## Otrzymywanie
Dość wysoka elektroujemność berylu (1,47 w skali Allreda-Rochowa, taka sama jak glinu) oraz niewielki promień walencyjny (102 pm) powodują, że właściwości związków berylu w znacznym stopniu odbiegają od właściwości pozostałych berylowców, a wykazują podobieństwo diagonalne do związków glinu. Stąd beryl jako jedyny metal bloku s tworzy związki o charakterze amfoterycznym.
Tlenek berylu BeO i wodorotlenek berylu z kwasami dają sole zawierające kation berylowy Be2+
, a pod wpływem silnych zasad tworzą berylany, które w roztworach wodnych występują jako aniony [Be(OH)
4]2−
 (oraz ich polimeryczne pochodne typu [(HO)
2{Be(μ-OH)
2}
nBe(OH)
2]2−
, zanikające w bardziej alkalicznym środowisku), analogicznie jak Zn(OH)
2 i Al(OH)
3.
Berylany można otrzymać na różne sposoby. Najczęstszym z nich jest wysokotemperaturowa synteza z wykorzystaniem tlenku berylu i tlenku, wodorotlenku czy też węglanu metalu alkalicznego:
BeO + Na
2O → Na
2BeO
2
2 BeO + Na
2O → Na
2Be
2O
3
BeO + 2 NaOH → Na
2BeO
2 + H
2O↑
BeO + Na
2CO
3 → Na
2BeO
2 + CO
2↑
Podczas roztwarzania metalicznego berylu, a także jego tlenku lub wodorotlenku, tworzą się tetrahydroksoberylany:
Be + 2 NaOH + 2 H
2O → Na
2[Be(OH)
4] + H
2↑
BeO + 2 NaOH + H
2O → Na
2[Be(OH)
4]
Be(OH)
2 + 2 NaOH → Na
2[Be(OH)
4]
Zatężanie wodnych roztworów berylanów nie prowadzi do uzyskania soli, gdyż wytrąca się wodorotlenek berylu. Berylan sodu Na
2BeO
2 i potasu K
2BeO
2 można natomiast uzyskać z roztworów alkoholowych.